# カルロス・モリーナ
カルロス・モリーナ（Carlos Molina、1983年5月25日 - ）は、メキシコの男性プロボクサー。ミチョアカン州パッヅクアーロ出身。元IBF世界スーパーウェルター級王者。
元々はイリノイ州シカゴ在住だったが強制送還されて現在はメキシコシティ在住。
技巧派だが積極的に手を出して安定した試合運びができるのが特徴の選手。

## 来歴
フリオ・セサール・チャベス・ジュニアと2度対戦し、チャベス・ジュニアを苦しめたことがある。

### アマチュア時代
18歳でアマチュアボクシングをデビュー、7戦して6勝1敗の戦績を残してプロへ転向した。

### プロ時代
2003年10月23日、アメリカのウィスコンシン州でプロデビュー(4回TKO勝ち)。
2戦目に活動拠点になるシカゴで試合を行い、4回判定勝ち。
2004年9月10日、ジョナサン・オチョアと対戦し、1-2の僅差判定負けを喫しプロ初黒星。
2005年12月16日、プロ入り後初の母国メキシコでの試合。モンテレイにあるモンテレー・アリーナにてフリオ・セサール・チャベス・ジュニアと対戦。モリーナが優位にみられていたが引き分けに終わった。試合後ファンの間からモリーナが勝ったというファンが多かった。
2006年2月18日、ラスベガスにあるプラネット・ハリウッド・リゾート・アンド・カジノにて、フリオ・セサール・チャベス・ジュニアと再戦し、0-2の判定負け。わずか2点差(56-58)の接戦だったが、この試合でもモリーナが勝ったというファンが多かった。
続く試合でも3点差の僅差に敗れた。2007年2月16日に後のWBO世界スーパーライト級暫定王者マイク・アルバラードと対戦し、強打のアルバラードを苦戦させたが、0-2の僅差判定負けで3連敗になった。アルバラードは逆にプロ入り後初の苦戦となった。
2009年6月5日、フロリダ州マイアミにあるマヒ・テンプル・シュライン・オーディトリアムにて、ダニー・ペレスが持つNABO北米スーパーウェルター級王座に挑戦し、王者ペレスに何もさせず3-0の大差判定勝ちを収め王座獲得に成功し、WBOで世界ランカー入りを果たした。
2011年3月25日、1年7か月振りの試合で、後のWBA世界スーパーウェルター級暫定王者エリスランディ・ララと対戦。積極的に攻めるも、1-0の引き分けに終わった。ララにプロの洗礼を浴びせてキャリア初の苦戦を演じることになった。
2011年7月9日、元IBF世界ウェルター級王者カーミット・シントロンと対戦し、3-0の大差判定勝ちを収めた。
2012年3月24日、ジェームス・カークランドが持つWBCアメリカ大陸スーパーウェルター級王座に挑戦。試合は2-1とモリーナがリードしていたが、10回終了のゴングと同時にモリーナがダウン。起き上がって続行の意思を見せる寸前にモリーナのセコンドがリング内に入って失格負けになった。
2013年2月1日、元WBA・WBC・IBF世界ウェルター級スーパー王者で元IBF世界スーパーウェルター級王者のコーリー・スピンクスとIBF世界ランキング2位の座を懸け対戦。試合は終始モリーナがペースを握る、9回にスピンクスがホールディングで減点されるとモリーナに勢いが付き、11回にダウンを奪ってスピンクスを引き離すと、12回には追加のスタンディングダウンを奪い結果3-0の大差判定勝ち。2者がほぼフルマークの13点差(119-106)1者が15点差のフルマーク(120-105)と5位のスピンクスを完封しスピンクスに引導を渡した。
2013年9月14日、MGMグランドにて、サウル・アルバレス対フロイド・メイウェザー・ジュニアの前座で登場。IBF世界スーパーウェルター級王者イシュー・スミスと対戦、この試合からゴールデンボーイ・プロモーションズと契約を交わして新たなスタートを切った。試合は序盤はモリーナがペースを握るも、中盤からはスミスが握る展開になった。試合は終盤に入っても互角に進み両者はダメージがなく試合は判定になり、2-1の僅差判定勝ちで王座獲得に成功した。
2013年12月14日、MGMグランドにてエイドリアン・ブローナー対マルコス・マイダナの前座で1年6か月振りに復帰する予定の元WBC世界ウェルター級王者ビクター・オルティスと対戦することになっていたが、IBFがオルティスのウェルター級での実績不足を理由にタイトルマッチと認定せず試合はキャンセルされた。
2014年3月8日、MGMグランドでサウル・アルバレス対アルフレド・アングロの前座でIBF世界スーパーウェルター級5位のジャーモール・チャーロと対戦する予定だったが、モリーナが6日にラスベガス入りした所で過去に起こした性犯罪などの犯罪行為のため逮捕拘束された。ゴールデンボーイプロモーションズはモリーナが計量までに釈放されれば試合を行わせたいとしていたが、計量までにモリーナは釈放されず試合はキャンセルとなった。その後、モリーナが18歳の時に13歳の少女と性行為を行ったとして有罪となっていたが、その件で性犯罪者登録をしていなかったことが今回の逮捕につながったことが判明した。
2014年5月、刑務所から釈放された。しかし性犯罪者登録を怠った時点でアメリカ滞在資格を失っていたことが発覚しメキシコへ強制送還となった。
2014年5月17日、IBFから指名挑戦者のコーネリアス・バンドレイジと対戦するよう命令が出された。試合がキャンセルとなったジャーモール・チャーロもモリーナとの対戦をリクエストするがIBFはこれを認めなかった。
2014年10月11日、カンクンのオアシス・ホテル・コンプレックスで元IBF世界スーパーウェルター級王者コーネリアス・バンドレイジと対戦。最初の対戦予定日9月6日から延期された。試合は0-3の判定負けで初防衛に失敗し、王座から陥落した。
2014年10月18日、IBFはモリーナをIBF世界スーパーウェルター級7位にランクインした。

## 獲得タイトル
- NABO北米スーパーウェルター級王座
- 第24代IBF世界スーパーウェルター級王座(防衛0)